# Elke Decker
Elke Decker (Colonia, 23 febbraio 1957) è un'ex velocista tedesca specializzata nei 400 metri piani.

## Biografia
Nel 1977 partecipò ai campionati europei indoor di San Sebastián, ma non superò le batterie di qualificazione. Ai campionati europei all'aperto di Praga si fermò in semifinale nei 400 metri piani, ma si classificò quinta nella staffetta 4×400 metri. Nel 1980 si laureò campionessa europea dei 400 metri piani ai campionati europei di atletica leggera indoor di Sindelfingen. Concluse la sua carriera internazionale con i campionati europei indoor di Milano 1982, dove concluse la gara con l'eliminazione nelle batterie di qualificazione.
A livello nazionale fu due volte campionessa tedesca occidentale dei 400 metri piani: indoor nel 1977 e outdoor nel 1979.

## Palmarès
| Anno | Manifestazione | Sede          | Evento                | Risultato  | Prestazione | Note                          |
| ---- | -------------- | ------------- | --------------------- | ---------- | ----------- | ----------------------------- |
| 1977 | Europei indoor | San Sebastián | 400 metri piani       | Batteria   | 54"68       |                               |
| 1978 | Europei        | Praga         | 400 metri piani       | Semifinale | 52"92       |                               |
| 1978 | Europei        | Praga         | Staffetta 4×400 metri | 5ª         | 3'28"0      |                               |
| 1980 | Europei indoor | Sindelfingen  | 400 metri piani       | Oro        | 52"28       | Miglior prestazione personale |
| 1982 | Europei indoor | Milano        | 400 metri piani       | Batteria   | 54"37       |                               |

## Campionati nazionali
- 1 volta campionessa tedesca occidentale assoluta dei 400 metri piani (1979)
- 1 volta campionessa tedesca occidentale assoluta dei 400 metri piani indoor (1977)

## Altre competizioni internazionali
1979
- 4ª alla Coppa del mondo di atletica leggera ( Montréal), Staffetta 4×400 metri - 3'27"39